# Lê Phước Tứ
Lê Phước Tứ (sinh ngày 15 tháng 4 năm 1984) là một cựu cầu thủ bóng đá người Việt Nam. Thời còn thi đấu, anh ở vị trí hậu vệ cho các câu lạc bộ Quân khu 5, Thể Công, Thanh Hóa, Xuân Thành Sài Gòn, Quảng Nam, Ninh Bình, Becamex Bình Dương và đội tuyển quốc gia Việt Nam.

## Tiểu sử
Lê Phước Tứ sinh ra trong gia đình không có ai làm về thể thao. Anh là con thứ 4, trước anh có 2 chị gái và 1 anh, dưới là 1 em trai.
Phước Tứ có niềm đam mê bóng đá từ khi còn bé. Ban đầu, Tứ chọn Đà Nẵng để theo nhưng bố mẹ không đồng ý. Mãi đến khi 18 tuổi, Tứ mới trúng tuyển vào đội trẻ của Quân khu 5 và theo nghiệp bóng đá từ đó.

## Sự nghiệp câu lạc bộ

### Quân khu 5
Khi mới đến Quân khu 5, Phước Tứ được giao cho vị trí tiền vệ phải. Nhưng một lần, đội bóng bị thiếu trung vệ trầm trọng, huấn luyện viên Nguyễn Phi Hùng buộc phải giao cho anh vị trí trung vệ. Trận đó, anh đã chơi vô cùng ấn tượng và từ đó anh chuyển sang thi đấu hẳn ở vị trí trung vệ.
Đối với Tứ, huấn luyện viên Nguyễn Trọng Phương có ý nghĩa vô cùng lớn đối với anh. Ông chính là người đã nhìn thấy những điểm mạnh của Tứ và khai thác nó một cách đúng mức và hiệu quả. Bởi vậy, ông luôn dành cho anh những lời chỉ bảo ân cần.
Từ khi về chơi trung vệ, Tứ đá nổi bật hẳn, không như khi còn đá tiền vệ cánh. Câu lạc bộ Thể Công đã quyết định chiêu mộ anh. Đây được đánh giá là một cơ hội lớn để Phước Tứ tiếp xúc với môi trường bóng đá đỉnh cao.

### Thể Công
Đến với Thể Công từ cuối năm 2004, đã từng có thời gian, Phước Tứ xin về vì không hòa nhập được với cuộc sống ở thủ đô. Việc anh nghỉ tập 3-4 tháng đã khiến thể lực giảm sút hẳn, không những vậy, anh còn bị đánh giá là chơi thiếu tính toán nên việc anh hòa nhập với đội bóng là khá khó khăn. Tứ có trận đấu đầu tiên cho Thể Công Viettel khi gặp Huda Huế ở vòng 2 giải Hạng Nhất vào ngày 5 tháng 2 năm 2005, trận đó Thể Công thua 3–1.
Từ anh lính mới đến hòn đá tảng nơi hàng phòng ngự, rõ ràng Phước Tứ đã có những bước thăng tiến vượt bậc. Người ta đánh giá cao anh bởi khả năng phòng thủ không ngại va chạm, không chiến tốt và thi đấu cực kì tình táo. Việc anh được vào đội tuyển quốc gia là điều không bất ngờ.

### QNK Quảng Nam
Sau khi câu lạc bộ Xi măng Xuân Thành Sài Gòn giải tán, trung vệ Lê Phước Tứ đã đến QNK Quảng Nam thử việc. Trong thời gian tập luyện tại đội bóng quê hương, cựu cầu thủ ĐTQG và đội bóng xứ Quảng đã đạt được thỏa thuận, nhưng khi 2 bên chuẩn bị tiến hành ký kết hợp đồng thì Phước Tứ lại khăn gói ra đi.

### XM The Vissai Ninh Bình
Không thể trở thành tân binh của Hà Nội T&T, Phước Tứ đã xin thử việc tại V.Ninh Bình, đội bóng vừa giành chức vô địch Cúp QG 2013. Tại giải tập huấn Thanh - Nghệ vừa qua, trung vệ Lê Phước Tứ đã thi đấu rất ấn tượng cho đội bóng cố đô Hoa Lư góp phần giúp đội bóng này giành vị trí á quân. Ngay sau giải đấu kết thúc, BLĐ V.Ninh Bình đã tiến hành thương thảo và đi đến quyết định ký hợp đồng 2 năm với Phước Tứ. Theo nhiều nguồn tin thì số tiền lót tay mà Phước Tứ nhận được là 900 triệu đồng.
Sau vụ việc bán độ của hầu hết các cầu thủ trụ cột Vissai Ninh Bình, câu lạc bộ này quyết định bỏ V.League, Phước Tứ đã nhanh chóng tìm được cho mình bến đỗ mới, Câu lạc bộ Becamex Bình Dương.

### Thi đấu quốc tế
Được huấn luyện viên Henrique Calisto gọi vào đội tuyển như một sự thay thế cho Nguyễn Huy Hoàng. Anh có trận đấu đầu tiên khi gặp Indonesia, trận này mặc dù hàng thủ đội nhà đã chơi rất ăn ý nhưng đến phút 87, bất ngờ chính Phước Tứ đã đưa bóng về lưới nhà. Sang đến trận gặp Indonesia, trong một pha tranh bóng, Phước Tứ đã phạm lỗi trong vòng cấm và dẫn đến bàn thua của đội nhà .Tuy nhiên, sơ suất trong những lần đầu tiên vào sân cho đội tuyển quốc gia của Phước Tứ đã được cảm thông và ban huấn luyện vẫn đánh giá rất cao anh.
Bước ngoặt lớn nhất trong sự nghiệp của Phước Tứ có lẽ là giải AFF Suziki Cup 2008, khi anh cùng đội tuyển Việt Nam giành ngôi vô địch. Trong trận đấu với Singapore, chút nữa Phước Tứ đã là tội đồ khi đánh đầu phản lưới nhà, nhưng rất may trọng tài đã bắt lỗi việt vị của tiền đạo đối phương. 

## Cuộc sống đời tư
Trên sân, Phước Tứ thi đấu lăn xả mạnh mẽ như vậy nhưng ngoài đời anh lại rất khiêm nhường, hiền lành nên giành được nhiều thiện cảm của mọi người. Trong đội Thể Công, Phước Tứ khâm phục nhất Đặng Phương Nam, anh là người đã có rất nhiều ảnh hưởng tới Phước Tứ. Đối với Phước Tứ, đam mê lớn nhất là bóng đá và anh muốn được cống hiến hết sức có thể cho ĐTQG cũng như cho CLB. Thần tượng của anh là Rio Ferdinand, và anh cũng phải thừa nhận rằng lối chơi của anh khác hẳn với trung vệ của Manchester United. Thú giải trí ưa thích nhất của Tứ là đi tán gẫu và uống cà phê cùng đồng đội.

## Thành tích

### Đội tuyển quốc gia
- Vô địch AFF Cup: 2008

### Câu lạc bộ
- Vô địch giải Hạng Nhất quốc gia